# Hymenocallis cordifolia
Hymenocallis cordifolia är en amaryllisväxtart som beskrevs av Marc Micheli. Hymenocallis cordifolia ingår i släktet Hymenocallis och familjen amaryllisväxter. Inga underarter finns listade i Catalogue of Life.